# المدارج
المَدَارِج أو كاستيلاماري ديل غولفو (بالإيطالية: Castellammare del Golfo)‏ هي قرية و‌بلدية في مقاطعة طرابنش في صقلية. تعني التسمية حصن البحر «حصن البحر (قلعة على البحر) في الخليج» وتعود لحصن قروسطي في الميناء. كما يأخذ الخليج اسمه من ذات الحصن أيضاً.

## السكان
في سنة 1861 بلغ عدد السكان 8٬951 نسمة، وتطور العدد ليصل في سنة 2011 لـ 14٬603 نسمة.
يظهر هذا المخطط البياني تطور النمو السكاني لـ كاستيلاماري ديل غولفو

## أعلام
- إيمانويل دي غريغوريو